# Colegio de Bibliotecarios de Chile
El Colegio de Bibliotecarios de Chile A. G. (CBC) agrupa a los profesionales bibliotecarios de Chile, que deciden afiliarse libremente a esta organización. Fue fundado en 1969 con el nombre y estatus de Colegio de Bibliotecarios de Chile y se convirtió en la actual asociación gremial en 1981.
Según sus estatutos, el Colegio tiene como objetivos:
- Promover el perfeccionamiento profesional, científico, y tecnológico de sus asociados.
- Velar por el prestigio, prerrogativas y ética de la profesión de bibliotecario;
- Defender los derechos de los bibliotecarios asociados.

El CBC organiza eventos y actividades de educación continua, como talleres, cursos, jornadas y charlas, muchas de carácter abierto y gratuito.  

## Antecedentes
El origen del Colegio de Bibliotecarios de Chile está ligado al inicio de los estudios formales de bibliotecología en el país, mediante cursos de verano y otros de carácter más permanente que se impartían en la Biblioteca Central de la Universidad de Chile. Uno de los hitos de aquella época fue la organización del I Congreso Nacional de Bibliotecarios. En 1955 comienza sus actividades la Asociación de Bibliotecarios Profesionales de Chile, predecesora del actual colegio profesional. 
El 10 de julio de 1969 se publica en el Diario Oficial de la República de Chile el texto de la Ley n.º 17.161, con la que se crea el Colegio de Bibliotecarios de Chile. 
En 1981 la Junta de Gobierno decretó la transformación de todos los colegios profesionales en asociaciones gremiales, con libertad de asociación a las mismas y suprimiendo sus facultades de regulación ética de las profesiones. Desde ese momento la organización comenzó a llamarse Colegio de Bibliotecarios de Chile, A.G..
La historia del Colegio de Bibliotecarios ha sido impulsada por el compromiso de las diferentes directivas y socios colaboradores, con el liderazgo de los presidentes en cada época y momento. 
| Presidentes históricos CBC | Presidentes históricos CBC           |
| -------------------------- | ------------------------------------ |
| 1969-1973                  | René Moraga Neira                    |
| 1981-1984                  | Úrsula Schadlich Schonhals           |
| 1984-?                     | Soledad Fernández-Corugedo Espíndola |
| 1990                       | Marcia Marinovic Simunovic           |
| 1990-1991                  | María Antonieta Calabacero Jiménez   |
| 1991-1992                  | Esmeralda Ramos Ramos                |
| 1992-1993                  | Luisa Johnson Edwards                |
| 1993-1994                  | Rosa Mónica Núñez Navarrete          |
| 1994-1995                  | Arturo Rubio Torres                  |
| 1995-1997                  | Elfriede Herbstaedt Yáñez            |
| 1998-2000                  | Sergio Arce Molina                   |
| 2000-2004                  | Marcia Marinovic Simunovic           |
| 2004                       | Ana María Pino Yáñez                 |
| 2004-2006                  | Cristian Cabezas Mardones            |
| 2006-2008                  | Claudia Cuevas Saavedra              |
| 2008-2010                  | Paola Roncatti Galdames              |
| 2010-2016                  | Gabriela Pradenas Bobadilla          |
| 2016-2017                  | Josefina Reyes Muñoz                 |
| 2017                       | Leslie Villanueva Flores             |
| 2017-2018                  | Víctor Candia Arancibia              |
| 2018-2019                  | Ricardo Gabriel Díaz Morales         |
| 2019-2025                  | María Angélica Fuentes Martínez      |
| 2025-                      | Jessica Carvajal Lobos               |

## Directiva y Consejo General
La Mesa Directiva está constituida por las siguientes autoridades: Presidente(a), Vicepresidente(a), Secretario(a), Tesorero(a) y por otros siete consejeros.
Los miembros del Consejo General duran cuatro años en sus cargos y se renuevan por parcialidades de 5 y 6 de ellos cada dos años alternativamente.
La Directiva actual está compuesta por:
- Presidenta: Jessica Carvajal Lobos
- Vicepresidenta: Celeste Arredondo
- Secretaria: Rosa Mónica Núñez Navarrete
- Tesorera: María Gabriela Pradenas Bobadilla

Los consejeros en funciones son:
- Celeste Arredondo Salinas
- Fernando Bravo Arenas
- Jessica Carvajal Lobos
- Rosa Mónica Núñez
- Ma. Gabriela Pradenas
- Ivonne Yévenes
- Guillermo Toro
- Margarita Ovalle
- Ma. Angélica Fuentes
- Paula Pardo

Actualmente se encuentran funcionando  las comisiones :
Académica o de Capacitación.Coordinadora: Paula Pardo
Comisión de Comunicaciones. Coordinadora: Jessica Carvajal
Comisión de Relaciones Públicas. Coordinadora: Mónica Núñez
Comisión Bibliotecas Jurídicas, Propiedad Intelectual y Derechos de Autor: Coordinadora: Antonieta Ubillo. 
Comisión de Bienestar y Convenios. Coordinadores: Gabriela Pradenas – Humberto Ortiz
Comisión de Derechos Humanos. Coordinadora: Ema Sáez
Comisión de Género y Diversidad. Coordinadora: Mónica Núñez

## Sede
El CBC tiene su sede en Santiago de Chile, dirección Avenida Diagonal Paraguay 383, Torre 11, Oficina 122.

## Socios
El Colegio cuenta con 310 socios activos al 31 de diciembre de 2016, según la última cuenta pública disponible en su sitio web. 

## Ceremonia oficial del Día del Bibliotecario
Cada año el Colegio de Bibliotecarios convoca a celebrar el Día del Bibliotecario y la Bibliotecaria en Chile, que es el 10 de julio, fecha de creación del Colegio.
En la ceremonia central, organizada por el Colegio, se entrega el Premio Alberto Villalón a los Mejores Egresados de universidades chilenas que imparten la carrera de bibliotecología, se entrega un reconocimiento por 25 años de ejercicio profesional a los titulados en bibliotecología y se distingue al bibliotecario(a) destacado(a) del año, de acuerdo a la elección de los pares.
BIbliotecario(a) destacado(a)
El Colegio de Bibliotecarios distingue cada año a un bibliotecario(a), de acuerdo a la votación de los asociados.
Esta distinción se otorga desde 2011 y ha recaído en:
| Bibliotecarios(as) destacados(as) | Bibliotecarios(as) destacados(as) |
| --------------------------------- | --------------------------------- |
| 2011                              | Marcia Marinovic Simunovic        |
| 2012                              | Lucía Abello Abello               |
| 2013                              | Héctor Gómez Fuentes              |
| 2014                              | Patricia Ortiz Castro             |
| 2015                              | Isabel Maturana Salas             |
| 2016                              | Constanza Mekis Martínez          |
| 2017                              | Gabriela Pradenas Bobadilla       |
| 2018                              | Clara Budnik Sinay                |
| 2019                              | Amira Arratia Fernández           |
| 2023                              | Felipe Vera Lobos                 |
| 2024                              | Roxana Donoso                     |
| 2025                              | Ingrid Espinoza Cuitiño           |

## Publicaciones
El Colegio de Bibliotecarios ha realizado diferentes publicaciones durante su historia. 
Entre las más destacadas se cuenta la revista EIDISIS, publicada entre los años 1994 y 2003.
Además, se mantiene la publicación de divulgación CBC-Magazine ISSN: 2810-6725. 

## Presencia de la Asociación en el medio nacional e internacional
El Colegio de Bibliotecarios de Chile A.G. es miembro de:
- Consejo Nacional del Libro y la Lectura.
- International Federation of Library Associations and Institutions (IFLA).
- Grupo de Asociaciones de Bibliotecarios de Iberoamérica (GABI).
- Federación de Colegios Profesionales de Chile.[9]